# ساهاسیناکا
ساهاسیناکا (به لاتین: Sahasinaka) یک منطقهٔ مسکونی در ماداگاسکار است که در ماناکارا-آتسیمو واقع شده‌است. ساهاسیناکا ۱۴۲ کیلومتر مربع مساحت دارد ۳۹ متر بالاتر از سطح دریا واقع شده‌است.